# Barns House (Scottish Borders)

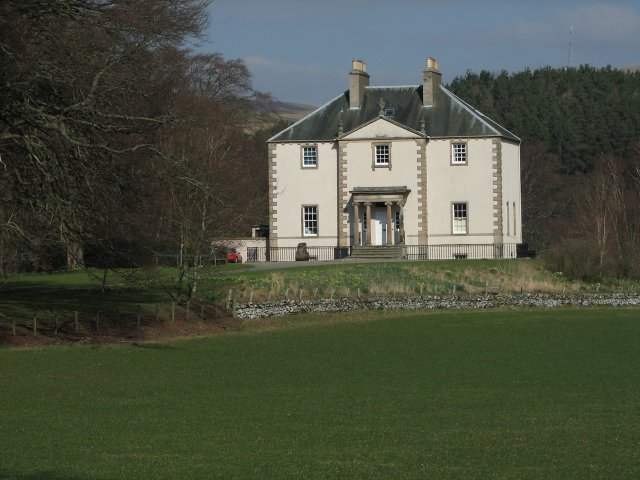
Barns House

Barns House ist eine Landvilla nahe der schottischen Kleinstadt Peebles in der Council Area Scottish Borders. 1971 wurde das Bauwerk in die schottischen Denkmallisten in der Denkmalkategorie B aufgenommen. Die zugehörigen Stallungen sind hingegen als Denkmal der höchsten Kategorie A klassifiziert.

## Beschreibung
Barns House liegt am rechten Tweed-Ufer rund drei Kilometer westlich von Peebles. Die Villa wurde zwischen 1773 und 1780 für James Burnet of Barns am Standort eines Vorgängerbauwerks errichtet. Den Entwurf im Georgianischen Stil lieferte Michael Naesmyth. Die Fassaden des symmetrisch aufgebauten, zweistöckigen Gebäudes sind mit Harl verputzt. Farblich abgesetzt sind Ecksteine und Faschen aus Naturstein. Vier ionische Säulen flankieren den mittig an der südexponierten Frontseite eingerichteten Eingangsbereich. Die Fassade schließt mit einem Dreiecksgiebel. Ein Walmdach sitzt auf. Der links abgehende flache Flügel ist neueren Datums.

## Stallungen
Die Stallungen sind rund 150 Meter südwestlich des Hauptgebäudes gelegen. Sie entstanden zu Bauzeiten von Barns House. Das Mauerwerk des symmetrisch aufgebauten Komplexes besteht aus Bruchstein. Abgesetzt sind Details aus rotem Sandstein. Markant ist der mittig an der Nordwestseite eingerichtete Torweg mit aufsitzendem oktogonalen Turm. Dessen Zeltdach läuft in einer Bleikuppel aus, die mit einer Wetterfahne schließt. Pavillons flankieren den Bereich. Der innenliegende Hof ist allseitig umschlossen.